# Bartlettina
Bartlettina es un género de plantas fanerógamas perteneciente a la familia de las asteráceas. Comprende 43 especies descritas y  solo 40 aceptadas.

Es originario de América tropical, aunque una especie, B. sordida , se ha escapado del cultivo y se ha naturalizado en lugares de Nueva Zelanda.
Antes de la obra de R.M.King y Robinson en la década de 1970, estas plantas se clasificaron en el género Eupatorium

## Taxonomía
El género fue descrito por King y Robinson y publicado en Phytologia 22(3): 160. 1971. La especie tipo es: Eupatorium tuerckheimii Klatt. = Bartlettina tuerckheimii (Klatt) R.M.King & H.Rob.

## Especies
1. Bartlettina breedlovei
2. Bartlettina brevipetiolata
3. Bartlettina calderonii
4. Bartlettina campii
5. Bartlettina chiriquensis
6. Bartlettina cleefii
7. Bartlettina constipatiflora
8. Bartlettina cronquistii
9. Bartlettina hastifera
10. Bartlettina hemisphaerica
11. Bartlettina hintonii
12. Bartlettina hylobia
13. Bartlettina iodandra
14. Bartlettina juxtlahuaca
15. Bartlettina karwinskiana
16. Bartlettina lanicaulis
17. Bartlettina liesneri
18. Bartlettina luxii
19. Bartlettina macdougallii
20. Bartlettina macrocephala
21. Bartlettina macromeris
22. Bartlettina maxonii
23. Bartlettina montigena
24. Bartlettina oresbia
25. Bartlettina oresbioides
26. Bartlettina ornata
27. Bartlettina paezensis
28. Bartlettina pansamalensis
29. Bartlettina perezioides
30. Bartlettina pinabetensis
31. Bartlettina platyphylla
32. Bartlettina prionophylla
33. Bartlettina serboana
34. Bartlettina silvicola
35. Bartlettina sordida
36. Bartlettina tamaulipana
37. Bartlettina tenorae
38. Bartlettina tuerckheimii
39. Bartlettina williamsii
40. Bartlettina xalapana
41. Bartlettina yaharana